# كليفتون (قصص مصورة)
كليفتون (بالفرنسية:Clifton)، سلسلة كوميديا فرنسية-بلجيكية من نوع التجسس الفكاهي، تدور أحداثها عن انجازات الكولونيل السير هارولد ويلبرفورس كليفتون (بالإنجليزية: Harold Wilberforce Clifton)‏. وقد ابتكرهذه السلسلة ريمون ماكيروت عام 1959، وبعد ذلك مرت على فنانين وكتاب آخرين. تم نشر عشرين ألبوما وعشرين قصة صغيرة تقريبا على مدى الخمسين عاما من نشر سلسلة كليفتون، وبلغ مجموعها حوالي 800 صفحة.